# La Pedrera Airport
La Pedrera Airport är en flygplats i Colombia.   Den ligger i departementet Amazonas, i den sydöstra delen av landet, 800 km sydost om huvudstaden Bogotá. La Pedrera Airport ligger 82 meter över havet.
Terrängen runt La Pedrera Airport är huvudsakligen platt, men åt nordväst är den kuperad.  Trakten runt La Pedrera Airport är nära nog obefolkad, med mindre än två invånare per kvadratkilometer. I omgivningarna runt La Pedrera Airport växer i huvudsak städsegrön lövskog.